# Pools-Russische Oorlog (1919-1921)
De Pools-Russische Oorlog (februari 1919 - maart 1921) was een gewapend conflict tussen de Russische Socialistische Federatieve Sovjetrepubliek en de Tweede Poolse Republiek, twee jonge staten in het Europa na de Eerste Wereldoorlog. De oorlog was het gevolg van strijdige pogingen tot gebiedsuitbreiding. Polen, dat recentelijk in het Verdrag van Versailles in ere was hersteld na de Poolse Delingen, wilde gebieden onder controle brengen die het bij de delingen was kwijtgeraakt. De Sovjet-republiek wilde dezelfde gebieden onder controle krijgen, die tot de Eerste Wereldoorlog nog bij het Russische Rijk hadden gehoord. Beide landen eisten de overwinning op. De Polen beweerden dat zij hun staat met succes hadden verdedigd, terwijl de Sovjets beweerden dat zij de Poolse invasie in Oekraïense Volksrepubliek en Wit-Rusland hadden afgeslagen.
De grenzen tussen Polen en Sovjet-Rusland waren in de Vrede van Versailles niet vastgelegd, en gebeurtenissen na de Eerste Wereldoorlog zorgden voor een dynamiek: de Russische Revolutie van 1917, het ineenstorten van het Russische Rijk, het Duitse Rijk en Oostenrijk-Hongarije, de Russische Burgeroorlog, de terugtrekking van de centrale mogendheden uit het oostfront van de Eerste Wereldoorlog; en de pogingen van Oekraïne en Wit-Rusland om onafhankelijk te worden. Het Poolse staatshoofd Józef Piłsudski zag daarom de tijd rijp de Poolse grenzen zo ver als mogelijk naar het oosten op te schuiven, met name over Oekraïne heen, gevolgd door het stichten van een door Polen geleide federatie (Międzymorze) van een aantal landen in het oosten van Midden-Europa, als een bastion tegen de wederopkomst van zowel Russisch als Duits imperialisme. Lenin daarentegen zag Polen als een brug, waarlangs het Rode Leger andere communistische bewegingen in Europa kon bijstaan, en zo andere revoluties kon bewerkstelligen met name in Duitsland en Italië. Het was Lenins bedoeling om zo over land contact te maken met deze communistische bewegingen. Zo konden sterke communistische bewegingen met wapens en andere hulp gevormd worden ten behoeve van de wereldrevolutie.
In 1919 had het Poolse leger het grootste deel van het westen van Oekraïne onder controle, na een overwinning in de Pools-Oekraïense Oorlog. De West-Oekraïense Volksrepubliek probeerde tevergeefs een staat op te richten in een gebied dat door zowel Polen als Oekraïne opgeëist werd. Tezelfdertijd kregen de bolsjewieken de overhand in de Russische burgeroorlog. Zij trokken naar het westen, in de richting van de betwiste gebieden. Aan het eind van 1919 had Polen in april 1920 de stad Kiev bereikt maar de snelle opmars ging gepaard met een verwaarlozing van de verbindingslijnen. Het Rode Leger lanceerde een tegenaanval en wist het Poolse leger terug te drijven tot Warschau en ten noorden ervan nog verder westelijk. Dit leidde echter tot een vrees in de rest van Europa dat het Rode Leger weldra de grens met Duitsland zou bereiken. Polen wist de aanvoer van Franse en Engelse wapenleveranties te organiseren via de haven van Danzig. De Duitse haven- en spoorarbeiders aldaar blokkeerden het lossen van de schepen omdat zij het Rode Leger steunden, ook tegenover de Poolse nationalisten die de wens hadden om de stad te annexeren, tegen de wil van de bevolking van Danzig.
Halverwege de zomer leek de val van Warschau onvermijdelijk, maar in augustus was het tij toch gekeerd, en boekten de Poolse strijdkrachten een onverwachte en beslissende overwinning in de Slag bij Warschau. Józef Piłsudski vormde een reserveleger ten zuiden van Warschau en rukte daarmee in een vijftal colonnes naar het noordoosten op. De aanval werd op 14 augustus 1920 begonnen onder rechtstreeks bevel van Piłsudski die zich gevoegd had bij deze aanvalsmacht. Daarmee sneed hij alle verbindingslijnen van het hele Rode Leger voor Warschau en ten noorden ervan af. Er ontstond chaos in deze Russische legergroepen, die vervolgens werden gedwongen om snel terug te trekken. Het Poolse leger wist door te stoten richting het oosten, wat de Sovjets noopte tot het zoeken naar vrede. 
In oktober 1920 kwamen de strijdende partijen een wapenstilstand overeen langs een bestandslijn, en op 18 maart 1921 werd de Vrede van Riga getekend, waarmee een einde kwam aan de oorlog en de bestandslijn een definitieve grens tussen de staten werd. In 1939 zou de Sovjet-Unie met Duitsland (Ribbentrop-Molotovpact) een verdrag sluiten waarin zij van Duitsland de vrije hand kreeg in een groot deel van de gebieden, die zij bij de Vrede van Riga aan Polen had moeten laten: Oost-Galicië, Oost-Volhynië en het westen van Wit-Rusland. Toen voegde de Sovjet-Unie ook de stad Wilna (Vilnius) bij de nieuwe Litouwse Socialistische Sovjetrepubliek. 
Deze nieuwe grens, waarbij het Interbellum Polen een derde deel van zijn grondgebied verloor, bleef na 1945 tot op heden bestaan.
Lijflandse Oorlog (1558-1583) · Pools-Russische Oorlog (1605-1618) · Pools-Russische Oorlog (1654-1667) · Pools-Russische Oorlog (1792) · Pools-Russische Oorlog (1919-1921) · Sovjet-aanval op Polen (1939)